# کییواتس (بابوشنیتسا)
کییواتس (به صربی: Kijevac) یک منطقهٔ مسکونی در صربستان است که در Opština Babušnica واقع شده‌است. کییواتس ۵۴ نفر جمعیت دارد.